# Oggetti non stellari nella costellazione dei Pesci
Principali oggetti non stellari visibili nella costellazione dei Pesci.

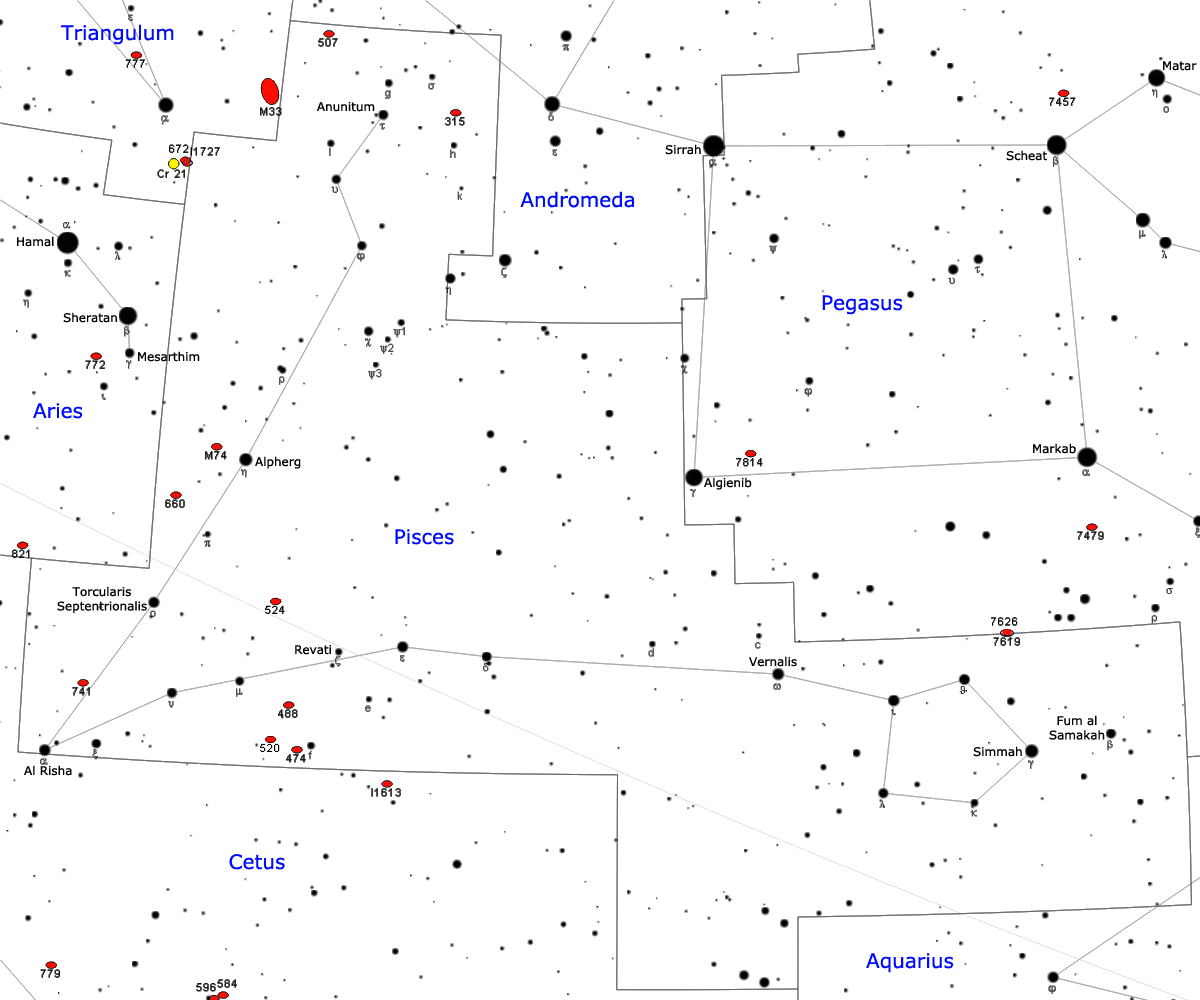
Mappa della costellazione dei Pesci.

## Galassie
- Andromeda XXII
- Galassia Nana dei Pesci I
- Galassia Nana dei Pesci II
- M74
- NGC 3
- NGC 4
- NGC 12
- NGC 95
- NGC 180
- NGC 182
- NGC 186
- NGC 190
- NGC 193
- NGC 194
- NGC 198
- NGC 199
- NGC 200
- NGC 202
- NGC 203
- NGC 204
- NGC 208
- NGC 213
- NGC 234
- NGC 236
- NGC 240
- NGC 250
- NGC 251
- NGC 257
- NGC 266
- NGC 282
- NGC 287
- NGC 296
- NGC 315
- NGC 382
- NGC 383
- NGC 392
- NGC 394
- NGC 396
- NGC 397
- NGC 398
- NGC 399
- NGC 420
- NGC 488
- NGC 500
- NGC 501
- NGC 502
- NGC 503
- NGC 504
- NGC 505
- NGC 507
- NGC 508
- NGC 509
- NGC 511
- NGC 514
- NGC 515
- NGC 516
- NGC 517
- NGC 518
- NGC 520
- NGC 522
- NGC 524
- NGC 525
- NGC 532
- NGC 553
- NGC 566
- NGC 569
- NGC 571
- NGC 575
- NGC 606
- NGC 631
- NGC 632
- NGC 638
- NGC 645
- NGC 652
- NGC 656
- NGC 658
- NGC 660
- NGC 664
- NGC 665
- NGC 676
- NGC 693
- NGC 706
- NGC 741
- NGC 742
- NGC 766
- NGC 791
- NGC 7714
- NGC 7715
- NGC 7816
- NGC 7818
- Pisces A
- Pisces B
- UGC 477

## Gruppi di galassie
- Gruppo di NGC 315
- Gruppo di NGC 380
- Gruppo di NGC 452
- Gruppo di NGC 470
- Gruppo di NGC 499
- Gruppo di NGC 645
- Gruppo di NGC 672
- Gruppo di NGC 676
- Gruppo di NGC 741
- Gruppo di NGC 825
- Gruppo di NGC 827
- Gruppo di IC 1723

## Quasar
- 3C 9

## Lampi Gamma
- GRB 050904

## Ammassi di galassie
- Abell 68
- Ammasso dei Pesci
- CL0016 (superammasso)
- CL0024+17
- Gruppo di NGC 182
- Gruppo di NGC 383
- Gruppo di NGC 507
- RCS J2319+00 (superammasso)
- Superammasso di Pegaso-Pesci
- Superammasso di Pegaso-Pesci B
- Superammasso dei Pesci
- Superammasso dei Pesci-Ariete
- Superammasso dei Pesci-Balena